# Landskrona IP
Landskrona IP (forkortelse for "Landscrone Idrætsplads" og lokalt kendt som IP eller Karlslund) er et fodboldstadion, der fungerer som det andet hjem for Landscrone Bois fodboldklub. Stadionet rummer i dag cirka 10.000 tilskuere, hvoraf 3.500 er overdækkede sæder på den sydlige tribune. På samme sted er der mindre fodboldbaner og faciliteter til andre sportsgrene, herunder tennis. Publikumsrekorden er 18.533 mennesker og blev noteret den 18. oktober 1959 i en kamp  mellem Landscrone og Degerfors IF (2-3).
Karlslund IP blev indviet i sommeren 1924  og erstattede den gamle sportsplads Banen.  Bortset fra Landscrone Bois hjemmekampe, har det været vært for en svensk landsholdskamp  samt nogle kampe i UEFA 1974 ungdomslandshold-turneringen. Alle fire af Færøernes hjemmekampe til EM 1992-turneringen blev spillet på Karlslund IP. Under kvalifikationerne til EM 1992 deltog Færøerne for første gang i international fodbold. Der eksisterede ingen UEFA-godkendt græsbane på øerne, og de valgte Karlslund IP som deres midlertidige hjemmebane. Deres første kamp på Karlslund IP var en 1-0 sejr mod Østrig den 12. september 1990. Yderligere tre internationale konkurrencekampe blev spillet på Karlslund mod Danmark, Jugoslavien og Nordirland. 